# Svartgölen (Ingatorps socken, Småland)
Svartgölen är en sjö i Eksjö kommun i Småland och ingår i Emåns huvudavrinningsområde.